# Myron Mathisson
Myron Mathisson (ur. 4 grudnia 1897 w Warszawie, zm. 13 września 1940 w Cambridge) – polski fizyk-teoretyk pochodzenia żydowskiego.

## Życiorys
Urodził się w żydowskiej rodzinie Hirscha i Chany (z domu Ejdelman) Mathissonów. Od 1906 r. uczęszczał do IV Gimnazjum rządowego w Warszawie, które ukończył ze złotym medalem w roku 1915. Potem rozpoczął studia na wydziale Inżynierii Lądowej Politechniki Warszawskiej, gdzie w październiku 1918 r. uzyskał tkz. półdyplom. Następnie od roku 1917 studiował na Uniwersytecie Warszawskim, który ukończył w roku 1924 pod kierunkiem prof. Czesława Białobrzeskiego. W maju 1919 został powołany do wojska, gdzie Służył w Batalionie Maszynowym Saperów, a w roku 1920 uzyskał bezterminowe zwolnienie z wojska. W roku 1930 uzyskał na Uniwersytecie Warszawskim doktorat na podstawie pracy Ogólna teoria względności a dynamika elektronu/Sur le movement d'un corps tournant dans un champ de gravitation (promotor: Czesław Białobrzeski), a w roku 1932 habilitację. Mimo to nie uzyskał w Warszawie odpowiedniego stanowiska. W roku 1936 został profesorem na uniwersytecie w Kazaniu. W następnym roku powrócił do Warszawy. Prowadził korespondencję z Albertem Einsteinem. W latach 1937–1939 przebywał w Krakowie, gdzie na Uniwersytecie Jagiellońskim pracował pod kierunkiem prof. Jana Weyssenhoffa.
Jego prace spotkały się z uznaniem prof. Wacława Dziewulskiego. Niels Bohr zaprosił go do Kopenhagi. W roku 1939 wyjechał do Paryża, gdzie spotkał się z Jacquesem Hadamardem i do Cambridge, gdzie spotkał się z Paulem Dirakiem, który opublikował pośmiertnie jego ostatnią pracę i zamieścił wspomnienie o nim w „Nature” tom 146, 1940, str. 613. 
Ze względu na trudną sytuację materialną był zmuszony zarabiać na życie tłumaczeniami z języka hebrajskiego, rysunkami technicznymi i obliczeniami statycznymi konstrukcji żelbetowych. 
Myron Mathisson zmarł na gruźlicę w Cambridge w roku 1940. W krótkim życiu zdążył opublikować 10 prac naukowych.

## Prace
- Die Beharrungsgesetze in der allgemeinen Relativitätstheorie, Z. Phys. 67 (1931), 270–277.
- Die Mechanik des Materieteilchens in der allgemeinen Relativitätstheorie, Z. Phys. 67 (1931), 826–644.
- Bewegungsproblem in der Physik und Elektronenkonstanten, Z. Phys. 69 (1931), 389–408.
- Neue Mechanik materieller Systeme, Acta Phys. Polonica 6 (1937), 163–209.
- Le problème de M. Hadamard relatif à la diffusion des ondes, Acta Math. 71 (1939), 249–282 oraz Compte Rendu Acad. Sci. 208 (1939), 1776.
- Eine Lösungsmethode für Differentialgleichungen vom normalen hyperbolischen Typ, Mathematische Annalen, Band 107, 1932, 400.
- Proc. Cambridge Philosophical Society 36, 1940, 331.
- Proc. Cambridge Philosophical Society, 38, 1940, 40–60.